# Baystone Bank Reservoir
Koordinaten: 54° 15′ 44″ N, 3° 16′ 23″ W

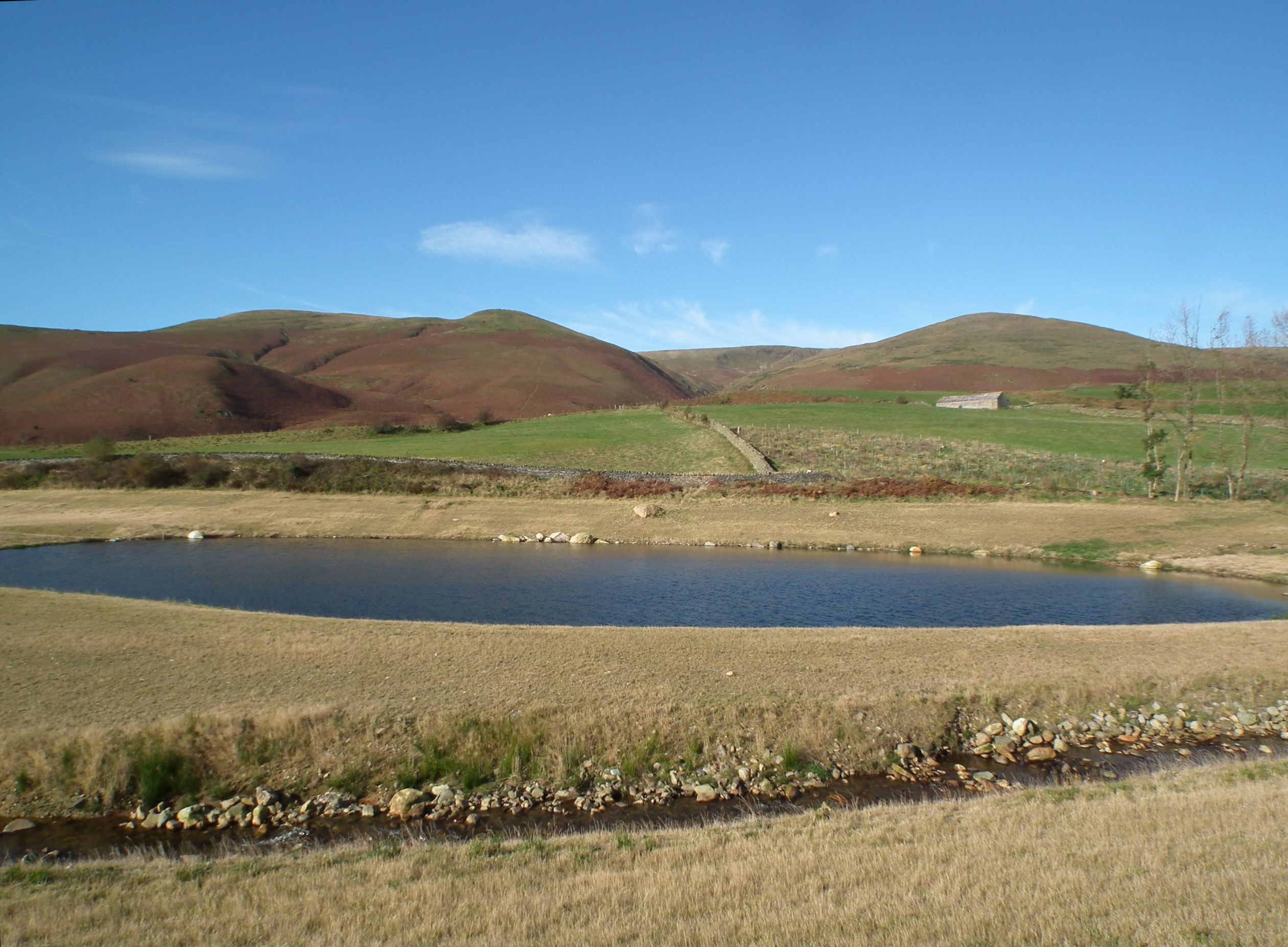
Das Gelände des Baystone Bank Reservoir (2012)

Das Baystone Bank Reservoir war ein künstlich angelegter See im Lake District, Cumbria, England nördlich von Millom und östlich des White Combe. Der See wurde zwischen 1876 und 1877 zur Trinkwassergewinnung angelegt. Seit 1996 wurde er nicht mehr genutzt und diente vorübergehend der Forellenfischerei.
United Utilities, denen der See gehörte, hatten die Bedeutung des Gewässers für die lokale Tier- und Pflanzenwelt erkannt und für entsprechende Ausgleichsmaßnahmen durch das Anlegen von kleinen Teichen gesorgt und eine seltene Art von Brachsenkraut an anderen Stellen umgesiedelt, bevor die Begrenzungsmauern des Sees abgetragen wurden. Die Fläche des Gewässers wurde zwischen 2011 und 2012 entsprechend einer Karte von 1876 wiederhergestellt und auch ein kleines Gewässer auf der Fläche angelegt.